# Olympische Sommerspiele 1948/Fußball/Österreich
Bei den XIV. Olympischen Spielen 1948 in London nahm zum dritten Mal eine österreichische Olympiamannschaft am Fußball-Wettbewerb teil. Es war die erste Teilnahme seit dem Gewinn der Silbermedaille 1936, die allerdings von einer Amateur-Auswahl erstritten wurde. Der ÖFB entsandte dieses Mal seine Nationalmannschaft, die verletzungsbedingt allerdings nicht in Bestbesetzung antreten konnte. Österreich zählte gemeinsam mit Schweden zum engeren Favoritenkreis, auf die Schweden traf man prompt im ersten Spiel und verlor klar 0:3. Der letztendlich 14. Rang von 18 Mannschaften bildete zwar das deutlich schlechteste Abschneiden Österreichs bei den Olympischen Spielen, dennoch stand die Tatschache, dass die Mannschaft erstmals nach Kriegsende bei einem internationalen Turnier auftreten konnte, im Vordergrund.

## Vorbereitung
Die Vorbereitungen für die Olympischen Spiele in London entsprachen in etwa denen eines Auswärtsländerspiels. Österreich musste auf seinen ersten Goalie Walter Zeman sowie Turl Wagner verzichten, die beiden im letzten Länderspiel gegen Schweden verletzt wurden. Edi Frühwirth sollte die Mannschaft betreuen, vor dem Achtelfinale sollte ein erstes und letztes Training auf dem Fußballplatz von Hayes stattfinden. Der Platz entsprach den Vorstellungen der Spieler, doch bei der Ankunft in London stellte sich heraus, dass er gut fünfeinviertel Stunden vom gebuchten Hotel entfernt lag. Bei dem "Hotel" handelte es sich jedoch nicht um ein Hotel im herkömmlichen Sinne, die österreichische Nationalmannschaft übernachtete in den alten Baracken des ehemaligen Fliegerhorstes von West Drayton, bei dem keine Fenster geöffnet werden konnten. Am meisten klagten die mit gereisten Spieler nach Kennenlernen der englischen Küche jedoch darüber, das man auf die Mitnahme eines Koches nach England verzichtet hatte.

## Österreichisches Aufgebot
| Name       | Name                          | Damaliger Verein  | Geburtstag | Sp. | Tor | Rot |     |     |
| Tor        | Tor                           | Tor               | Tor        | Tor | Tor | Tor | Tor | Tor |
| ---------- | ----------------------------- | ----------------- | ---------- | --- | --- | --- | --- | --- |
|            | Franz Pelikan                 | SC Wacker Wien    | 06.11.1925 | 1   |     |     |     |     |
|            | Josef Musil                   | SK Rapid Wien     | 07.08.1920 |     |     |     |     |     |
| Abwehr     |                               |                   |            |     |     |     |     |     |
|            | Karl Kowanz                   | SK Admira Wien    |            | 1   |     | 1   |     |     |
|            | Ernst Happel                  | SK Rapid Wien     |            | 1   |     |     |     |     |
|            | Gustav Gerhart                | SK Admira Wien    |            |     |     |     |     |     |
| Mittelfeld |                               |                   |            |     |     |     |     |     |
|            | Leopold Mikolasch             | FK Austria Wien   |            | 1   |     |     |     |     |
|            | Ernst Ocwirk                  | FK Austria Wien   |            | 1   |     |     |     |     |
|            | Siegfried Joksch              | FK Austria Wien   |            | 1   |     |     |     |     |
|            | Theodor Brinek jun.           | SC Wacker Wien    |            |     |     |     |     |     |
|            | Leopold Gernhardt             | SK Rapid Wien     |            |     |     |     |     |     |
| Angriff    |                               |                   |            |     |     |     |     |     |
|            | Ernst Melchior                | FK Austria Wien   |            | 1   |     |     |     |     |
|            | Erich Habitzl                 | SK Admira Wien    |            | 1   |     |     |     |     |
|            | Josef Epp                     | Wiener Sport-Club |            | 1   |     |     |     |     |
|            | Wilhelm Hahnemann (C)         | SC Wacker Wien    |            | 1   |     |     |     |     |
|            | Alfred Körner                 | SK Rapid Wien     |            | 1   |     |     |     |     |
|            | Ernst Stojaspal               | FK Austria Wien   |            |     |     |     |     |     |
|            | Josef Stroh                   | FK Austria Wien   |            |     |     |     |     |     |
|            | Ludwig Durek                  | SK Sturm Graz     |            |     |     |     |     |     |
| Trainer    |                               |                   |            |     |     |     |     |     |
|            | Eduard Frühwirth (Teamchef)   |                   |            |     |     |     |     |     |
|            | Franz Putzendopler (Betreuer) |                   |            |     |     |     |     |     |

## Spiele

### Achtelfinale
Österreich zog mit Schweden im Achtelfinale einen der großen Mitfavoriten im Kampf um olympisches Gold. Das rot-weiß-rote Team war den Skandinaviern bereits drei Wochen zuvor in Stockholm mit 2:3 unterlegen. Dem Spiel, welches wie ein vorweggenommenes Finale wirkte, wohnten etwa 15.000 Zuschauer auf dem Platz von Tottenham Hotspur bei. Das Achtelfinalmatch begann gleich mit einem Knalleffekt: Anstoß der Schweden, Pass, Flanke, Tor. Bereits vier Minuten später führten die Schweden mit 2:0. Österreich war durch diesen blau-gelben Blitzstart dermaßen überrumpelt, dass sie den Gegnern in der Folgezeit kaum etwas entgegenzusetzen hatte. Zudem waren die Spieler mit dem englischen Schiedsrichter unzufrieden, der sehr hart spielen ließ. Nachdem der Verteidiger Kowanz durch wiederholtes Foulspiel vom Platz gestellt worden war, war das Spiel schließlich entschieden, kurz vor Abpfiff fiel noch das schwedische 3:0. Österreich war damit bereits in seinem ersten Spiel ausgeschieden, die Schweden sicherten sich in weiterer Folge den Gewinn des Turniers.
| Österreich – Schweden 0:3 (0:2) | Österreich – Schweden 0:3 (0:2)                                                                                 |
| ------------------------------- | --- |
| Daten                           | 210. Länderspiel am 2. August 1948, White Hart Lane, London                                                     |
| Österreich                      | Pelikan – Kowanz, Happel – Mikolasch, Ocwirk, Joksch – Melchoir, Habitzl, Epp, Hahnemann, Körner II             |
| Schweden                        | Lindberg – Nordahl I, Nilsson – Rosengren, Nordahl II, Andersson – Rosen, Gren, Nordahl III, Carlsson, Liedholm |
| Tore                            | Nordahl III (2), Rosen                                                                                          |

## Nachwirkungen
Das olympische Fußballturnier von 1948 hatte kaum Auswirkungen auf die österreichische Fußballgeschichte. Das Ausscheiden wurde nicht als Schande empfunden, man freute sich mehr über das erste Auftreten bei einem internationalen Turnier nach dem Zweiten Weltkrieg. Die Aufstellung der Mannschaft wurde in den folgenden Länderspielen auch kaum verändert, einzig Zeman und Wagner wurden wieder ins Team eingebracht.